# نظرية نقدية
في الإنسانيات والعلوم الاجتماعية، يستخدم مصطلح النظرية النقدية للإشارة إلى تقييم ونقد فكري للمجتمع والثقافة، بواسطة المعرفة المستمدة من العلوم الاجتماعية والإنسانيات. ويوجد للنظرية النقدية أصول في علم الاجتماع والنقد الأدبي أيضًا. وتصبح النظرية نقدية، كما وصفها عالم الاجتماع ماكس هوركهايمر، بقدر ما تسعى إلى تحرير البشر من الظروف التي تستعبدهم. يصف مصطلح النظرية النقدية كما هو مستخدمًا في علم الاجتماع والفلسفة السياسية، الفلسفة الماركسية الغربية لمدرسة فرانكفورت، والتي تم تطويرها في ألمانيا خلال ثلاثينيات القرن العشرين. ويتطلب هذا المعنى استخدام حروف كبيرة في المصطلح، بينما نفس المصطلح بالأحرف الصغيرة critical theory أو النظرية الاجتماعية النقدية، قد يشير على نفس المكونات الفكرية لكنه لا يؤكد على انتسابه لمدرسة فرانكفورت على وجه التحديد.
اعتمد مُنظرو مدرسة فرانكفورت النقدية على المناهج النقدية لكارل ماركس وسيجموند فرويد. وتؤكد النظرية النقدية على أن الأيديولوجيا هي العقبة الأساسية بالنسبة لتحرير الإنسان. تأسست النظرية النقدية كمدرسة فكرية بشكل أولي، من خلال منظري مدرسة فرانكفورت: هربرت ماركوزه، وتيودور أدورنو، وماكس هوركهايمر، ووالتر بنيامين، وإريك فروم. وتأثرت النظرية النقدية الحديثة بالإضافة إلى ذلك، بأعمال جورج لوكاتش وأنطونيو جرامشي، فضلًا عن الجيل الثاني من مفكري مدرسة فرنكفورت، وعلى وجه التحديد يورجن هابرماس. فالنظرية النقدية في عمل هابرماس تجاوزت أصولها النظرية في المثالية الألمانية وأحرزت واقتربت بشكل متزايد من البراجماتية الأمريكية. ويُعد الاهتمام بفكرة البنية التحتية والبنية الفوقية الاجتماعية، واحدة من المفاهيم الفلسفية الماركسية المتبقية في الكثير من النظرية النقدية المعاصرة. تعمل النظرية النقدية فيما بعد الحداثة على تسييس المشكلات الاجتماعية من خلال وضعها في سياقات تاريخية وثقافية، لتدفع بنفسها في عمليات جمع وتحليل البيانات، ونسبية نتائجها.

## نظرة عامة
يُعد ماكس هوركهايمر، من مدرسة فرانكفورت الاجتماعية، أول من عرَّف النظرية النقدية في مقاله عام 1937 بعنوان النظرية النقدية والنظرية التقليدية: النظرية النقدية هي نظرية اجتماعية موجهة نحو نقد وتغيير المجتمع ككل، وعلى النقيض فإن النظرية التقليدية موجهة فقط لفهم أو تفسير المجتمع. أراد هوركهايمر أن يميز النظرية النقدية بوصفها صيغة راديكالية تحررية من النظرية الماركسية، ناقدًا كل من النموذج العلمي الذي طرحته الوضعية المنطقية، وما اعتبره هو وزملاءه بمثابة وضعية خفية وسلطوية للماركسية والشيوعية التقليدية. فالنظرية لديه تكون نقدية بقدر ما تسعى إلى تحرير البشر من الظروف التي تستعبدهم. وتشتمل النظرية النقدية على بُعد معياري، سواء كان نقدها للمجتمع من خلال بعض نظريات القيمة والمعايير أو الينبغيات، أو من خلال نقدها له بما تتبناه من قيم. والمفاهيم الرئيسية للنظرية النقدية هي كالتالي:
1. ينبغي على النظرية النقدية الاجتماعية أن تتوجه إلى مجمل المجتمع في خصوصيته التاريخية (أي كيف يتشكل هذا المجتمع عند نقطة معينة في الزمن).
2. ينبغي على النظرية النقدية أن تطور فهما للمجتمع من خلال تكامل كل العلوم الاجتماعية الكبرى، بما في ذلك الجغرافيا والاقتصاد وعلم الاجتماع والتاريخ والعلوم السياسية وعلم الإنسان وعلم النفس.

استمدت النظرية النقدية مصطلح (النقد) من الاستخدام الكانطي له في القرن الثامن عشر، والاستخدام الماركسي في القرن التاسع عشر، مثلما فعل كانط في كتابه «نقد العقل الخالص»، وكما هو الحال مع تصور ماركس لكتابه «رأس المال» بوصفه يمثل نقدًا للاقتصاد السياسي. وبالنسبة للمثالية المتعالية عند كانط، فإن مصطلح النقد يعني اختبار وتأسيس حدود لصلاحية ملكة ونوع وموضوع المعرفة، وعلى وجه التحديد من خلال إظهار الحدود المفروضة من قبل المفاهيم الأساسية غير القابلة للنقصان المستخدمة في ذلك النسق المعرفي.
ارتبطت فكرة كانط عن النقد بإسقاط المعتقدات السياسية والاجتماعية والفلسفي، التي تتميز بالطابع الدجماطيقي أو الخطأ وعدم البرهنة، لأن نقد كانط للعقل اشتمل على نقد الأفكار الميتافيزيقية واللاهوتية الدجماطيقية، وكان متشابكًا مع تعزيز الاستقلال الأخلاقي ونقد التنوير للخرافات والسلطة غير العقلية. وهو ما تم تجاهله داخل أوساط الواقعية النقدية، على الرغم من أن دافع كانط المباشر لكتابة مؤلفه «نقد العقل الخالص» هو مناقشة المشكلات التي أثارتها النزعة التجريبية الشكية لدى دافيد هيوم، والتي وظفت العقل والمنطق خلال مهاجمتها للميتافيزيقا، في المُحاججة ضد إمكانية معرفة العالم والمفاهيم الشائعة حول السببية. ودفع كانط على النقيض، بتوظيف الدعاوي الميتافيزيقية الأولية بوصفها شروط ضرورية، فإذا قيل عن أي شيء أنه قابل للمعرفة، فيجب أن يتأسس على تجريدات متمايزة عن الظواهر القابلة للإدراك.
طور ماركس بشكل صريح مفهوم النقد إلى نقد الأيديولوجيا وربطها بممارسة الثورة الاجتماعية، فكما صرح في أطروحته الحادية عشر الشهيرة حول فويرباخ: لقد اعتاد الفلاسفة على تفسير العالم فقط وبطرق مختلفة، لكن الهدف هو أن يتغير. وهناك سمة مميزة من سمات النظرية النقدية كما أوضحها هوركهايمر وأدورنو في (كتاب جدل التنوير 1947)، هي وجود تناقضات معينة متعلقة بالمصدر الأولي أو أساس الهيمنة الاجتماعية، إذ أن هذا التناقض قد أدى لتشاؤم النظرية النقدية الجديدة بشأن امكانية حرية وتحرر الإنسان. وكان هذا التناقض متجذرًا بالطبع، في الظروف التاريخية التي أُنتج فيها العمل في الأصل، وتحديدًا صعود الاشتراكية القومية، ورأسمالية الدولة، وصناعة الثقافة، بوصفهم صور جديدة تمامًا للهيمنة الاجتماعية، والتي لا يمكن تفسيرها على نحو كاف من داخل مصطلحات علم الاجتماع الماركسي التقليدي.
لقد أدى تدخل الدولة في الاقتصاد، وفقًا لأدورنو وهوركهايمر، إلى الإلغاء الفعلي للتوتر بين علاقات الإنتاج وبين القوى المادية المنتجة للمجتمع، وهو توتر وفقًا للنظرية النقدية التقليدية، يؤسس تناقضًا أوليًا داخل الرأسمالية. فالسوق (بوصفه آلية لا شعورية لتوزيع البضائع) تم استبداله بالتخطيط المركزي. ومع ذلك وعلى عكس تنبؤ ماركس الشهير في مقدمة مساهمة لنقد الاقتصاد السياسي، فإن هذا التحول لم يؤدي إلى عصر الثورة الاجتماعية، بل بالأحرى إلى الفاشية والشمولية. وعلى هذا النحو فإن النظرية النقدية تُركت، على حد تعبير هابرماس، بدون أي شيء تحتفظ به حتى يمكن استئنافه؛ فعندما تدخل قوى الإنتاج في تعايش مؤذي مع علاقات الإنتاج التي كان يُفترض أن تفتح الأبواب على مصراعيها، فإنه لم يعد هناك أي ديناميكية لذلك النقد يمكن أن تبني أملها. ووفقًا لأدورنو وهوركهايمر فإن ذلك يفترض مشكلة كيفية تفسير الثبات الظاهر للهيمنة، في ظل غياب التناقض الشديد الذي كان مصدرًا للهيمنة نفسها وفقًا للنظرية النقدية التقليدية.
انتقل يورجين هابرماس في ستينات القرن العشرين، مؤيد النظرية النقدية الاجتماعية، بالمناقشة الإبستمولوجية إلى مستوى جديد في كتابه (المعرفة والمصالح البشرية)، من خلال تعريفه للمعرفة النقدية بوصفها قائمة على مبادئ تميزها إما عن العلوم الطبيعية أو الإنسانيات، عن طريق توجهها للتأمل الذاتي والتحرر. وعلى الرغم من عدم توافق هابرماس مع فكر أدورنو وهوركهايمر المقدم في كتاب ديالكتيك التنوير، فإنه يتبنى الرؤية التي ترى أن عصر الحداثة يتميز بابتعاده عن تحرير التنوير واقترابه من شكل جديد للاستعباد، وذلك وفقًا لصيغة العقلانية الأداتية. تتجاوز النظرية النقدية في عمل هابرماس جذورها النظرية في المثالية الألمانية، وتقترب في حركتها نحو البراجماتية الأمريكية. ويؤثر هابرماس الآن على فلسفة القانون في العديد من البلدان، على سبيل المثال تشكل الفلسفة الاجتماعية للقانون في البرازيل، وتمتلك نظريته أيضًا الإمكانية لجعل الخطاب القانوني بمثابة نظام قانوني واحد وهام في العالم الحديث، بوصفه إرثًا لعصر التنوير.
تعتبر أفكاره الخاصة بالعلاقة بين الحداثة والعقلانية بهذا المعنى، متأثرة بقوة بماكس فيبر. لقد حلّ هابرماس الكثير من عناصر النظرية النقدية المستمدة من مثالية هيجل الألمانية، على الرغم من أن فكره ما زال ماركسيًا على نطاق، في مقاربته الإبستمولوجية. وربما تكون أكثر فكرتين مؤثرتين هما مفاهيمه عن المجال العام، والفعل التواصلي؛ ويظهر هذا الأخير بوصفه رد فعل جزئي على التحديات الجديدة لما بعد البنائية أو ما يسمى (ما بعد الحداثة) في مواجهة خطاب الحداثة. ويراسل هابرماس بانتظام ريتشارد رورتي، إذ يمكن استشعار وجود معنى قوي للبراجماتية الفلسفية في نظريته؛ وهو ذلك الفكر الذي يجتاز بشكل متكرر، الحدود بين علم الاجتماع والفلسفة.

## النظرية النقدية والمجالات الأكاديمية

### النظرية الاجتماعية النقدية لما بعد الحداثة
بينما تشغل النظرية النقدية الحداثية (كما وصفت بالأعلى) نفسها، بأشكال السلطة والظلم المصاحب لتطور الرأسمالية الصناعية والشركات، بوصفها نظام سياسي اقتصادي، فإن النظرية النقدية لما بعد الحداثة تعمل على تسييس المشكلات الاجتماعية عن طريق وضعها في سياقات تاريخية وثقافية، لتلزم نفسها بعمليات جمع وتحليل البيانات، ونسبية النتائج التي تتوصل إليها. يُنظر إلى هذا المعنى نفسه بوصفه غير مستقر نتيجة للتحولات السريعة في البنيات الاجتماعية. وبالتالي ينصب اهتمام البحث حلو المظاهر المحلية عوضًا عن التعميمات واسعة النطاق. يتسم البحث النقدي لما بعد الحداثة أيضًا بأزمة التمثيل، التي ترفض فكرة أن يكون عمل الباحث هو الوصف الموضوعي لهذا الآخر المستقر. وعوضًا عن ذلك يتبنى العديد من باحثين ما بعد الحداثة، بدائل تشجع على التفكير بشأن سياسة وشاعرية أعمالهم. ويتجلى بوضوح في تلك المداخل، الجوانب المتجسدة والتعاونية والحوارية والارتجالية للبحث النوعي.
وغالبًا ما يُستخدم مصطلح النظرية النقدية عندما يعمل المؤلف انطلاقًا من مصطلحات علم الاجتماع، حتى وإن هجم العلوم الإنسانية والاجتماعية (وهكذا يحاول أن يبقى خارج تلك الأطر البحثية). ويُعد ميشيل فوكو واحدًا من هؤلاء المؤلفين. ويوصف أيضًا جان بودريار بأنه مُنظر نقدي، إلى الحد الذي كان فيه عالم اجتماع نقدي وغير تقليدي؛ هذا الاستخدام يكون غير رسمي بطريقة مشابهة، سواء كان على صلة محدودة بمدرسة فرانكفورت أو لم يكن. ويعتبر يورجن هابرماس واحدًا من هؤلاء المفكرين الأساسيين في مدرسة فرانكفورت الذين ينتقدون ما بعد الحداثة. وتُركز النظرية النقدية على اللغة والرمزية والتواصل والبناء الاجتماعي. وتُطبق النظرية النقدية داخل العلوم الاجتماعية بوصفها نقدًا للبناء الاجتماعي ومجتمع ما بعد الحداثة.

### العلاقات العامة
تسمح النظرية النقدية لممارسي العلاقات العامة أن يتعرفوا على الخطط التشاركية، من خلال فتح المجال لسماع الأصوات التي لم يُسمع بها من قبل. وأكثر من ذلك فإن هذا يسمح للمهنيين بإمكانية خلق حملات أكثر تخصصًا مستخدمين معرفة مجالات الدراسة الأخرى؛ ويزودهم ذلك بالمقدرة على فهم وتغيير المؤسسا الاجتماعية عبر تأييدها.

### دراسات التواصل
منذ ستينات وسبعينات القرن العشرين فصاعدًا، فقد ظهر اهتمام بموضوعات للدراسة مثل اللغة والرمزية والنص والمعنى، بوصفها أساسًا نظريًا لحقل الإنسانيات، وذلك من خلال تأثير عدد من المفكرين مثل: لودفيغ فيتغنشتاين، وفريدناند دو سوسور، وجورج هربرت ميد، ونعوم تشومسكي، وهانز جورج جادامير، وجاك دريدا، ورولان بارت وغيرهم آخرين في مجال اللغويات والهرمينوطيقا والفلسفة التحليلية واللغويات البنائية والتفاعلية الرمزية وعلم العلامات والتحليل النفسي الموجه لغويًا (جاك لاكان وألفريد لورينزر) والتفكيكية. وعندما أعاد يورغن هابرماس في السبعينات والثمانينات، تعريف النظرية الاجتماعية النقدية، بوصفها دراسة للتواصل، أي الكفاءة والعقلانية التواصلية من جانب، والتواصل المشوه من جانب آخر، فقد بدأ التداخل بدرجة أكبر مما قبل، بين الاتجاهين السائدين في النظرية النقدية.

## وصلات خارجية
- Critical Theory
- Institute for Social Research at the University of Frankfurt
- Illuminations - The Critical Theory Project